# Piazza della rivoluzione
Piazza della Rivoluzione (in russo Площадь Революции?, Ploščad’ Revoljucii) è una piazza che si trova nel centro di Mosca, nel distretto di Tverskoj, a nord-ovest della piazza Rossa.  
La piazza ha la forma di un arco che corre da sud-ovest a nord ed è delimitata dalla piazza del Maneggio a sud-ovest, da Ochotnyj Rjad a nord e dagli edifici che la separano da Nikol'skaja a sud e ad est. Fa parte del sistema delle piazze centrali di Mosca. 
Ci sono tre stazioni della metropolitana di Mosca situate sotto la piazza, tutte con almeno un'uscita nella piazza: Ploščad' Revoljucii, che prende il nome dalla piazza, Teatral'naja e Ochotnyj Rjad.

## Storia
In origine l'area era percorsa dal fiume Neglinnaja, un affluente della Moscova, che oggi scorre sotterraneo. Tra il 1534 e il 1538 fu costruito il muro di Kitaj-gorod con la Porta della Resurrezione. Nel 1817-1819, il Neglinnaja fu ricostruito come un tunnel e l'area divenne una piazza.  
Il luogo ha preso inizialmente il nome di piazza della Resurrezione finché nel 1918 la piazza venne ribattezzata con il nome attuale a seguito della Rivoluzione d'ottobre.
Nel 1931 la Porta Iberica venne demolita (poi ricostruita nel 1994-1995) e nel 1935 venne costruito l'Hotel Moscova sul lato settentrionale della piazza, separandola da Ochotnyj Rjad.  
Il traffico stradale venne successivamente separato, in modo che il traffico proveniente da Tverskaja in direzione di piazza Lubjanka finisse nella piazza della  Rivoluzione, mentre il traffico che andava nella direzione opposta finisse in Ochotnyj Rjad. Nel 1993, tutto il traffico stradale attorno al Cremlino di Mosca venne reso unidirezionale (in senso orario) e la piazza della Rivoluzione cessò di essere una strada di passaggio. 

## Edifici importanti
- L'Hotel Metropol', situato nella parte nord-occidentale della piazza all'angolo con Teatral'nyj proezd, venne costruito nel 1899-1907 ed è considerato uno dei migliori edifici Art Nouveau di Mosca.[2]
- L'Hotel Moscova, situato sul lato nord della piazza e che la separa da Ochotnyj Rjad, fu costruito tra il 1932 e il 1938 da Aleksej Ščusev e demolito nel 2004 nonostante fosse riconosciuto come un monumento di architettura. Al suo posto è stato costruito un nuovo hotel, appartenente alla catena Four Seasons, con lo stesso aspetto del precedente. Ci sono state accuse di cattiva gestione e frode legate alla costruzione.[3]
- L'edificio del Museo Lenin, costruito nel 1890-1892 da Dmitrij Čičagov, era originariamente utilizzato come Municipio di Mosca e separa la piazza della Rivoluzione dalla piazza Rossa.
- La Porta della Resurrezione fu costruita nel 1535, ricostruita nel 1680, demolita nel 1931 e ricostruita nel 1994-1996. Collega la piazza della Rivoluzione dalla piazza Rossa.